# 알렉산드리아 콥트 정교회
콥트 정교회(아랍어: الكنيسة القبطية الأرثوذكسية, 영어: Copts)는 이집트와 북동 아프리카 및 중동에 기반을 둔 오리엔트 정교회이다. 이집트에서 가장 교세가 큰 기독교 종파이다. 교회 지도자의 직함은 알렉산드리아 총대주교이다. 현재 알렉산드리아는 명예상 총대주교좌일 뿐, 실질적인 총대주교좌 소재지는 카이로의 아바시아 구역에 있는 성 마르코 콥트 정교회 대성당이다. 세계적으로 약 1천 8백만 명에서 2천 2백만 명의 신자가 있으며, 그 중 이집트에는 약 1천만 명에서 1천 5백만 명의 신자가 있다. 
콥트 정교회는 451년 칼케돈 공의회 이후 교회 분열로 그리스도론에 대한 입장 차이로 칼케돈파 기독교 교회(이 교회는 600년 후 로마 가톨릭교회와 동방 정교회로 분열된다.)와는 독자 노선을 취한 오리엔트 정교회에 속해 있다. 콥트 정교회의 근원은 이집트에 있지만, 이집트 외의 다른 나라에도 신자들이 분포해 있다. 콥트 정교회의 전례와 기도, 신심은 알렉산드리아 예법을 따른다.
교회 전승에 따르면, 콥트 정교회는 1세기 중반(서기 42년경) 복음사가 마르코에 의해 설립되었다고 한다.

## 역사

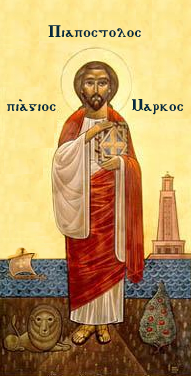
콥트 정교회의 성 마르코 성화

### 사도적 기원
성경에서 이집트는 성가정이 유다이아를 떠나 피신한 장소로 나와 있다.
요셉은 일어나 그 밤으로 아기와 아기 어머니를 데리고 이집트로 가서 헤로데가 죽을 때까지 거기에서 살았다. 이리하여 주께서 예언자를 시켜 “내가 내 아들을 이집트에서 불러내었다.” 하신 말씀이 이루어졌다. (마태오 복음서 2:14-15)
이집트 교회는 전통적으로 서기 42년경 성 마르코에 의해 설립된 교회로 전해지고 있으며, 스스로 구약시대 때 수많은 예언자들에 의해 이미 예언되었다고 자부하고 있다. 한 예로 이사야서 19장 19절에는 “그 날이 오면, 이집트 땅 한복판에 주님을 섬기는 제단이 서겠고 그 국경선 가까이에는 주님의 주권을 표시하는 돌기둥이 서리라.”는 구절이 있다.
최초의 이집트 그리스도인들은 공통적으로 콥트어 화자들이었다. 또한 루카 복음서 서두에서 언급된 테오필로 등 알렉산드리아계 유대인들도 포함되어 있었다. 로마 황제 네로 재위기간에 성 마르코에 의해 교회가 세워졌을 때, 그리스인이나 유대인과는 대조적으로 많은 이집트 원주민들이 기독교 신앙을 받아들였다. 이집트 중부 옥시링쿠스에서 연대가 서기 200년경으로 거슬러 올라가는 신약성경 사본이 발견된 사례와 상이집트에서 2세기 초반에 콥트어로 씌어진 요한 복음서 파편이 발견된 사례를 볼 수 있듯이 성 마르코가 알렉산드리아에 온 지 반세기 만에 기독교는 이집트 전역에 널리 퍼졌다. 2세기에 기독교는 농촌에 전파되기 시작했으며, 성경은 콥트어라는 해당 지역 언어로 번역됐다.

### 기독교 세계에 대한 공헌

#### 알렉산드리아 교리 학교
알렉산드리아 교리 학교는 세계에서 가장 오래된 기독교 교리 교육기관이었다. 예로니모는 알렉산드리아의 기독교 학교가 성 마르코에 의해 세워졌다고 기록했다. 서기 190년경, 학자 판타이누스의 지도 아래, 알렉산드리아 학교는 아테네의 아테나고라스, 알렉산드리아의 클레멘스, 맹인 디디모, 오리게네스 등의 신학의 아버지로 여겨지며, 주석과 성경 비교학 분야에서 활발히 활동한 학자들이 교육하는 중요한 종교 교육 기관이 됐다.
예로니모 등 많은 학자들은 의견을 교환하고 이들 학자들과 직접 소통하기 위해 알렉산드리아 학교를 찾았다. 이 학교의 교육은 단지 신학에만 국한되지 않았으며, 과학과 수학, 인문학 등도 가르쳤다. 성경 해설에 대한 질의응답이 시작된 곳도 이곳이었으며, 점자가 나오기 15세기 전에 맹인 학자들이 읽고 쓸 수 있도록 목각으로 글자를 새기는 기법이 나왔다.
교리 학교는 1893년에 다시 설립됐다. 지금의 학교는 아일랜드와 이집트의 카이로, 미국의 뉴저지 및 로스앤젤레스에 캠퍼스를 두고 있으며, 콥트 정교회 사제 성소자들과 남녀 예비 신자들에게 신학과 교회 역사, 콥트어, 교회 미술, 교회 음악, 태피스트리 등을 가르치고 있다.

#### 수도원 운동의 발상지

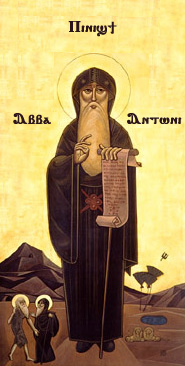
수도 생활의 창시자로 불리는 대 안토니오 아빠스

3세기를 전후해 많은 이집트 그리스도인들은 사막으로 가서 일하고 기도하며 자신들의 삶을 온전히 하느님을 섬기는데 바쳤다. 이는 수도 생활의 시작으로, 이들은 세상은 너무 소란스러워서 하느님 뜻을 찾는 데 방해가 된다고 생각했다. 그래서 홀로 오두막, 무너진 성채, 동굴 등지에서 기거하며 기도와 명상에 잠겼다. 이런 은둔생활은 시리아와 팔레스타인 등지로 빠르게 확산됐다. 은수자들 가운데 대 안토니오(251∼356)와 파코미오(290∼346)가 대표적인 인물이다. 성 안토니오는 예수 그리스도를 중심에 두고 기도와 노동으로 살아가는 이상적 수도생활의 토대를 만들어 '수도자의 아버지'라고 불리며, 성 파코미오는 홀로 떨어져 살던 은수자들을 한 울타리로 불러 모아 공주(公住) 생활의 첫 장을 열었다.
이집트에서 생긴 기독교의 수도원 운동은 사막 교부들의 가르침과 저술 활동 덕분에 소박함과 순명, 겸손이라는 콥트 정교회의 특징을 형성하는데 중요한 역할을 했다. 5세기 말까지 이집트 사막 곳곳에 수백 곳의 수도원과 은수처가 세워졌다. 오늘날까지도 많은 수도원이 여전히 번성하고 있으며, 많은 이들이 수도 서원을 하고 있다.
모든 기독교 수도원 운동은 직간접적으로 이집트에 기원을 두고 있다. 소아시아 지역 수도원 운동의 조직자인 카파도키아 카이사레아의 대주교 대 바실리오는 서기 357년경에 이집트를 방문했으며, 그의 수도규칙은 동방 정교회에 속한 모든 교회가 따르고 있다. 성경을 라틴어로 번역한 예로니모 역시 서기 400년경 예루살렘으로 가던 길에 이집트를 방문해 서신들에서 그곳에서의 경험을 상세하게 기록했다. 6세기 베네딕도회를 창설한 누르시아의 베네딕토는 성 파코미오스의 모범을 따르되, 좀 더 엄격한 형태로 했다. 셀 수 없이 많은 순례자들이 사막 교부들을 찾아가 영적으로 훈련된 그들의 삶을 본받았다.

### 세계 공의회 참가와 역할

#### 니케아 공의회
4세기 알렉산드리아의 사제 아리우스가 아리우스주의로 알려진 주장을 함으로써 기독교 세계 전역에 그리스도의 본성에 대한 신학적 논쟁이 벌어졌다. 이에 서기 325년 콘스탄티누스 대제가 개최하고 코르도바의 호시우스와 알렉산드리아의 알렉산데르 1세가 의장으로 주재한 제1차 니케아 공의회에서는 니케아 신경으로 알려진 신앙 고백문 공식화를 통해 논쟁을 해결했다. 오늘날 기독교 세계에서 보편적으로 고백되는 이 신경은 주로 아리우스의 최대 반대자였던 알렉산드리아의 아타나시오의 가르침에 바탕을 두고 있다.

#### 콘스탄티노폴리스 공의회
서기 381년 알렉산드리아의 티모테오 1세는 두 번째 세계 공의회인 제1차 콘스탄티노폴리스 공의회의 의장을 맡아 성령의 신성을 부인한 마케도니우스를 단죄했다. 공의회는 아래와 같이 성령의 신성을 확인함으로써 니케아 신경을 완성했다.
또한 주님이시며 생명을 주시고, 성부에게서 발하시며, 성부와 성자와 더불어 같은 흠숭과 영광을 받으시고, 예언자들을 통하여 말씀하신 성령을 믿나이다. 하나이고 거룩하고 보편되며 사도로부터 이어오는 교회를 믿나이다. 저희는 죄를 용서하는 유일한 세례를 믿나이다. 저희는 죽은 이들의 부활과 영원한 삶을 기다리나이다.

#### 에페소스 공의회
5세기 콘스탄티노폴리스 총대주교 네스토리우스가 예수의 어머니 마리아를 테오토코스(하느님의 어머니)라고 부르기보다는 크리스토토코스(그리스도의 어머니)라고 불러야 한다고 주장하면서 또 다시 신학적 논쟁이 일어났다.
이 소식을 들은 알렉산드리아 총대주교 치릴로는 네스토리우스에게 회개를 촉구하는 등 이를 바로잡기 위해 신속히 행동에 나섰다. 하지만 네스토리우스가 이에 응하지 않자, 알렉산드리아 교회는 긴급 회의를 소집해 만장일치로 뜻을 모았다. 치릴로는 모든 주교의 지지를 받아 ‘성 치릴로가 네스토리우스에게 보낸 셋째 서간’으로 알려진 서간을 써서 네스토리우스에게 보냈다. 치릴로는 네스토리우스의 주장을 추종하는 이들을 전부 파문한다고 선언했다. 대표적으로 그는 “감히 거룩하신 동정녀께서 하느님의 어머니이심을 부인하는 사람은 파문한다!”고 선언했다. 하지만 네스토리우스는 이에 전혀 굴복하지 않았으며, 결국 치릴로의 주재 아래 431년 에페소스 공의회가 소집됐다.
공의회는 알렉산드리아의 아타나시오의 가르침을 확인하고 마리아의 칭호를 하느님의 어머니로 공식화했다. 또한 치릴로가 가르친 대로 그리스도에게는 신성과 인성이 하나의 위격으로 존재한다(Mia Physis tou Theou Logou Sesarkōmenē)고 선언하면서 그리스도의 위격이 하나가 아니라 둘이라고 주장하는 사람은 누구든지 파문될 것임을 분명히 하였다.

#### 칼케돈 공의회

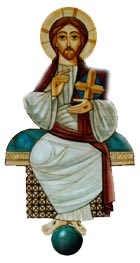
콥트 정교회의 예수 이콘

451년 마르키아누스 황제가 교회의 분열을 치유하려고 나서자 훗날 추방되는 알렉산드리아 총대주교 디오스코로스는 황제는 교회 문제에 개입하지 말라면서 반대했다. 황제는 칼케돈에서 대리인단을 통해서 자신에게 대담하게 반기를 든 디오스코로스 총대주교에 대해 혹독한 징계 조치를 내리도록 강권했다. 449년 디오스코로스 총대주교는 칼케돈파 역사학자들이 강도 공의회라고 규정한 제2차 에페소스 공의회 의장을 맡았다. 제2차 에페소스 공의회는 한 분이시며 강생하신 하느님 말씀의 그리스도론을 주장한 합성론을 확인하고 단성설을 주장한 에우티케스를 이단으로 단죄했다.
칼케돈 공의회는 디오스코로스를 세 차례나 소환해 출두시켰으며, 이후 그는 총대주교직에서 물러났다. 칼케돈 공의회는 에우티케스를 지지했다는 이유로 그를 총대주교직에서 면직시켰으나, 실제로 그가 에우티케스의 단성설을 추종한 적은 없다. 디오스코로스는 공의회 교부들에게 그리스도론에 있어서 합성론적인 해석을 허용해줄 것을 호소했지만, 거부당했다. 디오스코로스가 면직당한 후, 칼케돈 공의회가 부당하고 편파적으로 진행되었다고 생각한 콥트교회 측은 자신들이 동로마 제국으로부터 정치적 억압을 받는다는 느낌을 받았다. 동로마 정부가 신임 알렉산드리아 총대주교로 칼케돈파 교회를 대변하는 프로테리오스를 임명하자 콥트교회가 자체적으로 티모테오스 아일루로스를 자신들의 총대주교로 선출하면서 칼케돈파 교회와 갈라섰다.
칼케돈 공의회는 그리스도 안에서 두 본성, 즉 신성과 인성은 혼합되거나 분리되지 않으며 한 위격(휘포스타시스) 안에 일치되어 있다고 선포했다. 하지만 비칼케돈파(오리엔트 정교회) 측에서는 이러한 칼케돈파 교회의 주장이 네스토리우스의 주장과 크게 다르지 않다고 비판했다. 오리엔트 정교회는 니케아 콘스탄티노폴리스 신경의 “그리스도는 성령으로 인하여 동정녀 마리아께 나셨다”는 구절을 자기네 주장의 근거로 삼아 그리스도에게는 한 위격에 (신성과 인성이 혼합한) 하나의 본성이 있다고 이해했다. 이러한 교리적 차이점은 오리엔트 정교회와 동방 정교회를 구분하는 결정적인 차이점이다.
이집트, 시리아, 아르메니아 등 동로마 제국의 변두리에 거주하는 많은 그리스도인들이 칼케돈 공의회를 수용하는 것을 거부했다.
이 때를 기점으로 알렉산드리아에는 두 명의 총대주교가 있게 되었는데, 한 명은 비칼케돈파인 콥트 정교회 총대주교이고 다른 한 명은 칼케돈파인 동방 정교회 총대주교이다.
이집트인 대다수는 칼케돈 공의회를 수용하기를 거부하고 오늘날 알렉산드리아의 콥트 정교회라고도 알려진 이집트 교회의 신자로 남았다. 나머지 칼케돈 공의회를 수용한 이들은 로마 및 콘스탄티노폴리스의 제국 교회들과 일치하여 그들의 지도를 따랐다. 비칼케돈파는 오늘날 오리엔트 정교회라고 불린다.

### 이슬람교의 이집트 정복
639년 이슬람교도들이 이집트를 침공해 점령했다. 정치적 격변이 일어났지만 이집트인들은 대부분 그리스도인으로 남았다. 그러나 세월이 흐르면서 점차 이슬람교로 개종하는 사람이 증가해 12세기 말엽에 가서 그리스도교가 다수였던 이집트는 이슬람교도가 다수인 나라로 변했다. 이집트의 우마이야 왕조 통치자들은 무슬림들에게 부과되는 것보다 많은 세금을 그리스도인들에게 물려 상인들이 이슬람교를 믿도록 유도함으로써 콥트교회의 경제적 기반을 약화시켰다. 콥트교회는 사라지지 않았지만, 우마이야 왕조의 세금 정책 때문에 이집트의 엘리트층을 유지하기가 어려웠다. 제2천년기에 들어서면서 총대주교를 포함한 콥트교회의 지도부는 알렉산드리아에서 카이로로 거처를 옮겼다.

### 19세기부터 1952년 혁명까지
콥트교 신자들의 지위는 19세기에 들어서 무함마드 알리 왕조의 사회 안정과 관용 정책에 따라 개선되기 시작했다. 콥트 공동체는 국가에 의해 행정단위로 취급되지 않았다. 1855년 지즈야 세금이 폐지되었다. 그리고 얼마 지나지 않아 콥트교 신자들도 이집트군에 복무할 수 있게 되었다.
19세기 말, 콥트교회는 새로운 도약을 하였다. 1853년 총대주교 키릴로스 4세는 이집트 최초의 여성 학교를 비롯하여 최초의 근대 콥트 학교를 설립했다. 또한 그는 인쇄기를 구입했는데, 이 인쇄기는 당시 이집트에서 두 번째로 큰 인쇄기였다. 콥트교 총대주교는 다른 기독교 교파들과 매우 우호적인 관계를 맺었는데, 이집트의 동방 정교회 총대주교가 이집트를 떠나 오랫동안 자리를 비워야 했을 때 자신의 교회를 콥트교회 총대주교에게 부탁해 맡길 정도였다.
1893년 알렉산드리아 신학교가 재건되었다. 다섯 명의 학생이 입학하면서 새로운 역사가 시작됐으며, 그 중의 한 명은 나중에 학장이 되었다.

## 현대
1959년 에티오피아 테와히도 정교회가 콥트교회 총대주교 키릴로스 6세에 의해 자체적인 총대주교(總大主敎)를 갖게 되었다. 에리트레아 테와히도 정교회도 그와 마찬가지로 1994년 에티오피아 정교회에서 독립했으며, 알렉산드리아 콥트교회 총대주교는 에리트레아 교회 시노드의 기반을 마련하기 위해 주교 네 명을 서임했다. 1998년 에리트레아 테와히도 정교회는 콥트교회로부터 독립권을 부여받았으며, 초대 총대주교가 콥트교회 총대주교 셰누다 3세에 의해 착좌했다.
콥트교회와 에티오피아 테와히도 정교회, 에리트레아 테와히도 정교회 이 세 교회는 서로 간에 뿐만 아니라 다른 오리엔트 정교회들과도 상호 성사 교류를 하고 있다. 에티오피아 테와히도 정교회와 에리트레아 테와히도 정교회는 알렉산드리아의 콥트교회 총대주교를 으뜸 주교로 인정하고 있다. 엄밀히 따지면 알렉산드리아 교회가 그들의 어머니 교회이기 때문이다. 에티오피아 정교회와 에리트레아 정교회에서 총대주교로 선출된 주교들은 착좌식을 갖기 전에 알렉산드리아 총대주교청 시노드의 승인을 받아야 한다.
1980년대 이후 비칼케돈파인 오리엔트 정교회와 칼케돈파인 동방 정교회는 서로의 신학적 차이점을 해결하기 위해 만남을 가져왔으며, 같은 것을 놓고 서로 다른 용어를 사용함으로써 양측 간에 많은 차이점이 생겼다는 결론을 내렸다.
2001년 여름, 콥트 정교회와 알렉산드리아 그리스 정교회 총대주교청은 상호 세례성사를 온전히 인정하여 상대방의 교파로 옮겼을 때 재세례를 받을 필요가 없다는 합의를 하였다. 또한 양측은 서로의 혼인성사 역시 인정하였다. 이전까지 콥트 정교회 신자와 동방 정교회 신자 남녀가 만나 혼인하려면 혼인성사를 양측 교회에서 각각 한 번씩 받아 총 두 번을 받아야 했는데, 이제는 그것이 불필요하며 두 교회 중 한쪽에서만 혼인성사를 받아도 되었다.
콥트 정교회에서는 교회 전통과 교회법에 따라 오직 남성만을 성직자로 서품하고 있으며, 독신 사제와 기혼 사제 모두 인정하고 있다. 기혼 사제의 경우 성직품을 받기 전에 결혼해야 한다. 이 점에서 콥트 정교회는 동방 정교회 및 시리아 정교회와 같은 관행을 공유하고 있다.
전통적으로 교회 전례 언어는 콥트어를 사용해 왔으며, 성경도 콥트 문자로 써왔다. 하지만 이집트의 아랍화로 인해 교회에서 아랍어를 사용하는 빈도가 증가하기 시작했으며, 강론은 아예 완전히 아랍어로 하게 되었다. 이집트 외의 지역에서 나라에서는 콥트어와 더불어 모국어를 사용한다.
콥트 정교회의 전례력은 콥트력이다. 알렉산드리아력이라고도 하는 이 전례력은 고대 이집트의 이집트력을 기반으로 한다. 콥트 정교회 신자들은 그레고리오력의 1월 7일과 율리우스력의 12월 25일에 해당하는 키야크 29일에 크리스마스를 지낸다. 크리스마스는 2002년 이집트에서 공휴일로 지정되었다.

## 교세
전세계적으로 콥트 정교회 신자는 약 2천 만 명 정도이며, 그 중 이집트에는 1천 5백 만 명에서 1천 8백만 명 정도의 신자가 있다. 이집트에는 종교에 대한 정부기관의 공식적인 인구 조사가 없기 때문에 이집트의 기독교 인구 조사의 추정치는 적게는 과거 정부의 수치인 6~7백 만 명에서 많게는 2008년 일부 기독교 지도자들이 보도한 1천 2백만 명에 이르기까지 가지각색이다. 실제 수치는 9천만 명 이상의 이집트 인구 가운데 1천 1백만 명에서 1천 3백만 명 사이로 추정된다. 하지만 2011년 퓨리서치 센터는 이집트 인구 중 4.5%가 콥트 정교회 신자이며, 콥트 가톨릭교회 신자는 6~8%라고 발표했다. 이후 2017년에 정부 뉴스 알 아흐람은 콥트 정교회 신자 비율을 10~15%로 추산했다.
미국과 캐나다, 오스트레일리아, 프랑스, 독일 등 아프리카가 아닌 지역의 나라들에도 상당한 숫자의 디아스포라가 존재한다. 이들 디아스포라의 콥트 정교회 신자 수는 약 2백만 명이다.
또한 동아프리카와 중앙아프리카, 남아프리카에는 아프리카 원주민 신자가 350,000명에서 400,000명이 있으며, 특히 수단에는 200,000명 남짓한 신자가 있다. 이들 원주민들은 콥트 정교회 신자이기는 하지만, 이집트 국적을 갖고 있지는 않기 때문에 콥트인으로 여겨지지는 않는다.

## 박해
역사적으로 콥트 정교회는 박해받은 경우가 많다. 휴먼 라이츠 워치에서는 최근 수년 간 이집트에서 콥트 정교회에 대한 종교적 편협성이 증가하면서 신자들에 대한 공격이 증가하고 있으며, 가해자 및 책임자에 대한 정부의 기소와 처벌이 미진하다고 언급했다. 2011년부터 2017년까지 종교 갈등으로 인해 100명 이상의 이집트 콥트 정교회 신자가 살해당했으며, 많은 가옥과 사업체가 공격을 받았다. 2011년에서 2016년까지 한 지역(미니아 주)에서만 콥트 정교회 신자들에 대한 폭력 사례가 77건이 보고되었다. 콥트 정교회를 믿는 여성 및 소녀들에 대한 납치와 실종 사건도 여전히 심각하게 발생하는 문제로 남아 있다.

## 같이 보기
- 기독교
- 오리엔트 정교회
- 이집트
- 콥트어
- 콥트 문자